# Чеслав Доманевський
Чеслав Доманевський (пол. Czesław Domaniewski; 18 березня 1861, Гронувек — 14 вересня 1936, Варшава) — польський архітектор.

## Біографія
Народився 18 березня 1861 в селі Гронувек Серадзького повіту в сім'ї землевласника Романа Доманевського і Людвіки з Маршевських. Закінчив приватну школу Яна Панкевича у Варшаві, після чого додатково 7-й клас у державній школі реальній. У 1883—1889 роках навчався у Петербурзькій академії мистецтв, яку закінчив із золотою медаллю, зі спеціальністю художник-архітектор першого ступеня. Під час навчання працював у професора академії Юзефа Томішка при спорудженні його власного дому і інституту незрячих в Петербурзі. 1890 року повернувся до Варшави. Працював у Юзефа Дзеконського, а згодом, від 1891 року — головним архітектором на Варшавсько-Віденській залізниці. На початку 1912 року покинув роботу на залізниці. Від того ж року розпочав педагогічну діяльність — викладав сільське будівництво на Промислово-аграрних курсах. Був одним з організаторів архітектурного факультету Варшавської політехніки 1915 року. Викладав спочатку як професор надзвичайний, а від 1919 року — професор звичайний. У 1917—1920 роках був деканом факультету. 1929 року за власним бажанням вийшов на пенсію. Продовжував бути членом ради факультету. За заслуги іменований почесним професором Варшавської політехніки. Автор низки брошур на тему будівництва. Належав до Варшавського політехнічного товариства. Входив до його правління. Член журі конкурсу проектів одноповерхового будинку у «стилі свойському», організованого варшавським Мистецьким товариством (1902), а також конкурсу проектів головного вокзалу у Варшаві (1929). У своїй творчості пройшов шлях від еклектизму через модернізм до функціональної архітектури 1930-х років. Був одружений із Зофією Янішевською, шлюб від 11 квітня 1893. Проживав у Варшаві на вулиці Гурношльонській, 33. Помер 14 вересня 1936 року у Варшаві.
Роботи
- Будинок управління залізничних майстерень у Жбікові біля Прушкова. Споруджене не пізніше 1902 року.[7]
- Проект станції вузькоколійної залізниці Вавер Варшава.[8]
- Вокзал Лодзь-Каліська у Лодзі. Рідкісний зразок застосування сецесійного стилю у будівлі вокзалу. Збудований 1902, зруйнований близько 1985 року.[9]
- Дім доктора Цьонглінського з гідропатичним закладом на вулиці Коперника, 11 у Варшаві. Споруджений 1905 року.[10]
- Проект віадука, який мав поєднувати Алеї єрусалимські з мостом на Віслі у Варшаві. Виконаний до 1906 року. Здобув друге місце на конкурсі. Співавтор Ян Гойріх.[11]
- Проект дому музичного товариства у Варшаві. Чотириповерховий із приміщеннями для музичної школи, музичного музею, помешканнями директора. Фасади у стилі неоренесансу з елементами ампіру. Проект призначений для кутової ділянки на вулиці Каровій. До 1908 року.[12]
- Дім працівників залізничної станції у Зомбковіцах. Фасади з нетинькованої цегли вирішені у змішаному неоготично-неороманському стилі. Споруджено до 1908 року.[13]
- Літній вокзал у Цехоцинку. Споруджений не пізніше 1908 року.[14]
- Будинок закладу для психічно хворих у Кароліні поблизу Брвінова (1911).[15]
- Вісім павільйонів дитячого шпиталю у Варшаві на вулиці Лешно 136, із другою стороною на вулиці Житній (1911—1911).[16]
- Перебудова Вищої військової школи у Варшаві.[6]
- Перебудова Офіцерської інженерної школи у Варшаві.[6]
- Житловий будинок на розі вулиць Хоцімської і Окопової у Варшаві.[6]
- Житловий будинок на вулиці Хлодній 39a у Варшаві.[6]
- Житловий будинок на розі вулиць Мазовецької і Свентокшиської у Варшаві.[6]
- Дім на вулиці 3 травня, 16 у Варшаві.[6]
- Власний дім на вулиці Гурношльонскій у Варшаві.[6]
- Бійня у Ченстохові.[17]
- Бійня у Сосновицях.[17]
- Торговельна школа в Олтажеві.[6]
- Вокзал у Заверцях.[17]
- Вокзал у Бендзині.[17]
- Вокзал у Каліші.[6]
- Перебудова вокзалу у Ченстохові.[17]
- Перебудова вокзалу у Границі.[17]
- Перебудова вокзалу в Алексадрові.[17]
- Костел на бл. 3 тис. чоловік в ординації Сенявських у Прушкові.[6]

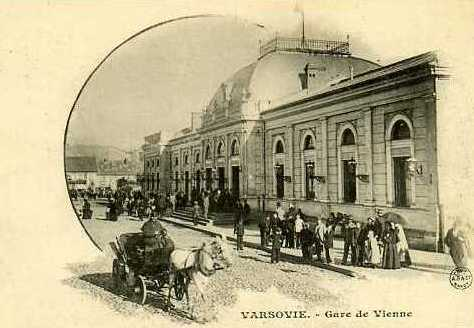
Вокзал Віденський у Варшаві

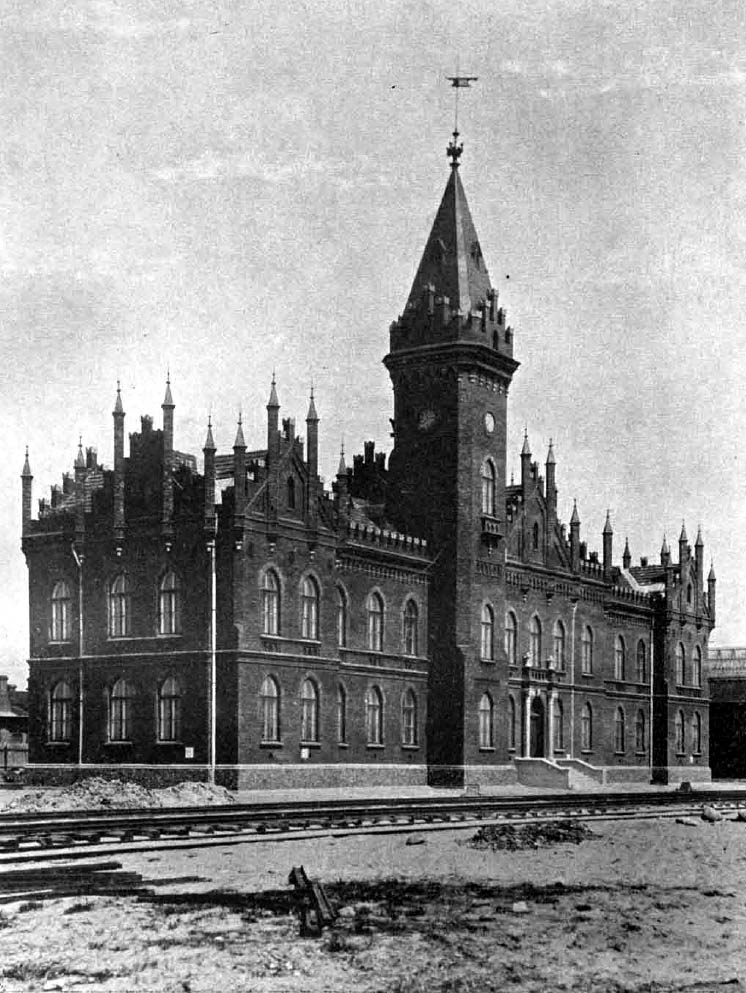
Управління залізничних майстерень у Жбікові

- Проєкт «Корсо Ягеллонського».[17]